# シトロエン・アミ (2020年)
アミ（Ami）は、シトロエンが2020年から製造・販売している2人乗り電動マイクロカーである。車名は1961年から1978年にかけて販売されていた小型乗用車で使用されていたものである。
また、同じステランティスグループのオペルからは「ロックスe」として、フィアットからは「トポリーノ」としてそれぞれ兄弟車種が発売されている。

## 概要
2020年2月27日、パリ・ラ・デファンス・アレナで発表された。2019年のジュネーヴモーターショーに出展されたAMI ONEコンセプト（後述）を市販化したモデルである。車両価格を抑えるため、製造はモロッコにあるグループPSAのケニトラ工場にて行われる。
アミはEUによる自動車分類でクアドリシクル（日本の軽自動車や超小型モビリティ、韓国のキョンチャ〈軽車〉等に相当）と呼ばれるカテゴリーに属する車である。設計最大速度は45km/h以下に制限されており、フランスでは14歳から、他のヨーロッパ諸国でも概ね16歳から運転免許なしで運転が可能である。
アミには6kWモーターと5.5kWhリチウムイオンバッテリーが搭載されており、バッテリーは標準的なソケットで3時間で充電が完了する。全長はわずか2.41mで最小回転半径も3.6mである。
2021年11月9日以降、ギリシャのハルキ島で警察と沿岸警備隊にそれぞれ1台ずつアミが納入された。シトロエンがプレスリリースで示しているようにこの2台は、「温室効果ガスを排出しない持続可能なモビリティエリア」になるという島の目標達成を支援することを目指している。後述の通り、アミの最高速度は時速45kmに制限されているため、世界で最も遅い警察車両となっている。

## AMI ONEコンセプト
2019年3月のジュネーブモーターショーで、AMI ONEと呼ばれる四輪車のプロトタイプが発表された。このモデルはシトロエンの創立100周年を記念して発表されたもので、非常に珍しい特徴を持っていた。フロントとリアのパーツはまったく同じで、助手席と運転席のドアも同じである（運転席のドアは、前方ではなく後方に開く）。シトロエンのロゴは平面的なもので、前方の外装とリアウィンドウに直接プリントされている。ルーフはスライド式である。ドライブポッドと呼ばれる長方形のステアリングホイールの上には、スマートフォン用の収納スペースがあり、その右側にはドライビングモード（前進、後退、ニュートラル）のスイッチがある。ドアのハンドルはPVCで成形されている。

## 量産モデル

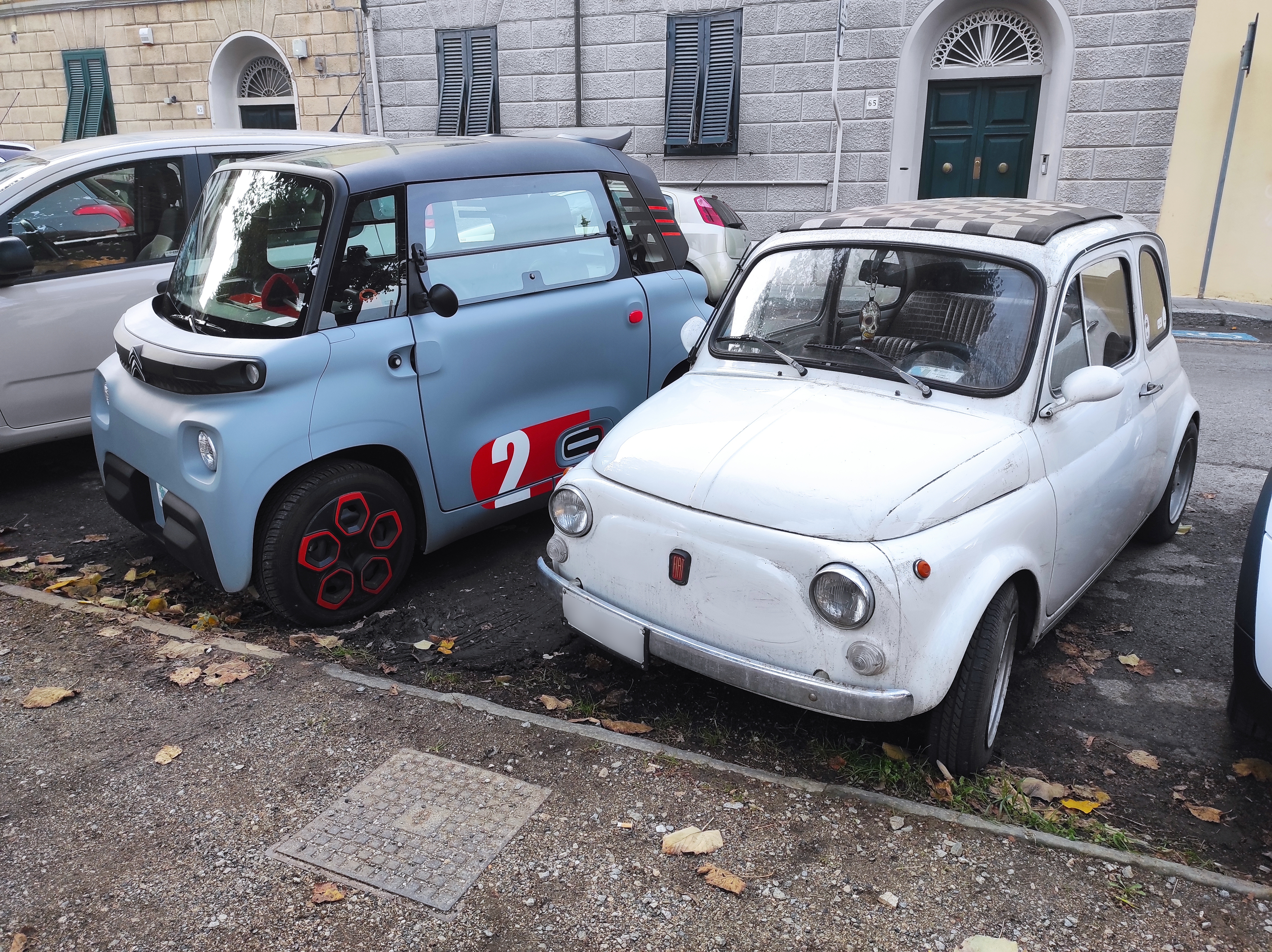
シトロエン・アミとフィアット・500 (2代目)

量産モデルの開発は、フランスのエンジニアリング会社であるキャップジェミニ・エンジニアリング（2021年まではアルトランと呼ばれていた）がターンキーベースで行い、この種のプロジェクトとしては初めてだった。モロッコのケニトラにあるグループPSA工場で生産し、生産コストを削減した。2020年5月11日より販売開始。
アミは2020年5月にまずオンライン上で販売が開始され、翌6月には小売チェーンのフナック及びダルティの店舗で、7月にはシトロエンディーラーで取り扱いが開始された。フランスでの販売価格は€6,000から（VAT込み）となる。自動車販売店で購入するだけでなくオンラインで注文することもでき、宅配も可能だ。ちなみにオンラインでの注文は、他2台のOEM車でも同様にできる。
また、このモデルは第一にカーシェアリング用に開発された。アミは販売やレンタルの他にグループPSAのカーシェアリングサービスである「Free2Move」でも利用可能である。48か月の長期レンタルの場合、初期費用€2,644、月額料金€19.99（いずれもVAT込み）で借りることができる。Free2Moveカーシェアリングの場合、料金は€0.26/分から（VAT込み）となる。
2021年5月にはカーゴバージョンの「アミ・カーゴ」を発売した。このモデルは助手席がなく、代わりにヒンジ付きの蓋が付いたポリプロピレン製の仕切り壁が設置されるという点で標準とは異なる。すべての貨物室の容積は400リットルで、最大積載量は140kgである。
2021年12月、シトロエンは「マイ・アミ・バギーコンセプト」を発表した。このモデルにはドアがなく、スポーツバギーのような形をしている。コンセプトカーの前後の履帯が拡幅され、異なるホイールが装着された。ホイールアーチエクステンションとフロントのカンガルーバーが追加され、ヘッドライトとテールライトに特別な保護ネットが取り付けられている。ドアの下には緑色の袋が置かれている。2022年6月には、このコンセプトをベースに50台限定のシリーズを発売することが決定した。このシリーズの四輪車は、マイ・アミ・バギー・ウルトラスペシャルリミテッドエディションと呼ばれている。履帯と車輪は標準装備で、ヘッドライトとテールライトには保護ネットがなく、ドアには取り外し可能なバッグがあり、カンガルーバーがある。屋根の代わりに日よけが設置され、ドアの代わりに管状の手すりが設置された。2022年6月27日に受注を開始し、17分28秒で完売した。2022年8月に所有者に引き渡された。2023年以降、さらに1000台が販売された。

### OEM供給

#### オペル・ロックスe
2021年8月、ドイツのオペルは、自社ブランドで本車両を発表し、11月から導入した。このモデルはオペル・ロックスe（Opel Rocks-e）と呼ばれた。オリジナルとの違いは最小限で、ホイールリムとフロントバンパー、ブランドロゴが異なるだけにとどまっている。このような変更にもかかわらず、モデルの価格は大幅に上昇し、7000ユーロとなっている。アミはドイツでは販売されていないため、シトロエンとオペルを含むステランティスの経営陣は、このモデルを現地ブランドで販売することを決定した。フランスとは異なり、ドイツではAM運転免許で15歳から運転できる。2022年4月には、ロックスe・カーゴと呼ばれるカーゴバージョンが導入された。2023年1月、ドイツのオペル公式サイトで車名が変更され、現在はオペルではロックスエレクトリックと呼ばれている。
ちなみにオペルからは、2022年12月に開催されたオペルのデザインコンペティションでロックスeエクストリーム（Rocks e-xtreme）を発表している。しかし市販化はされず、この1回限りのために製作したと言われている。

#### フィアット・トポリーノ

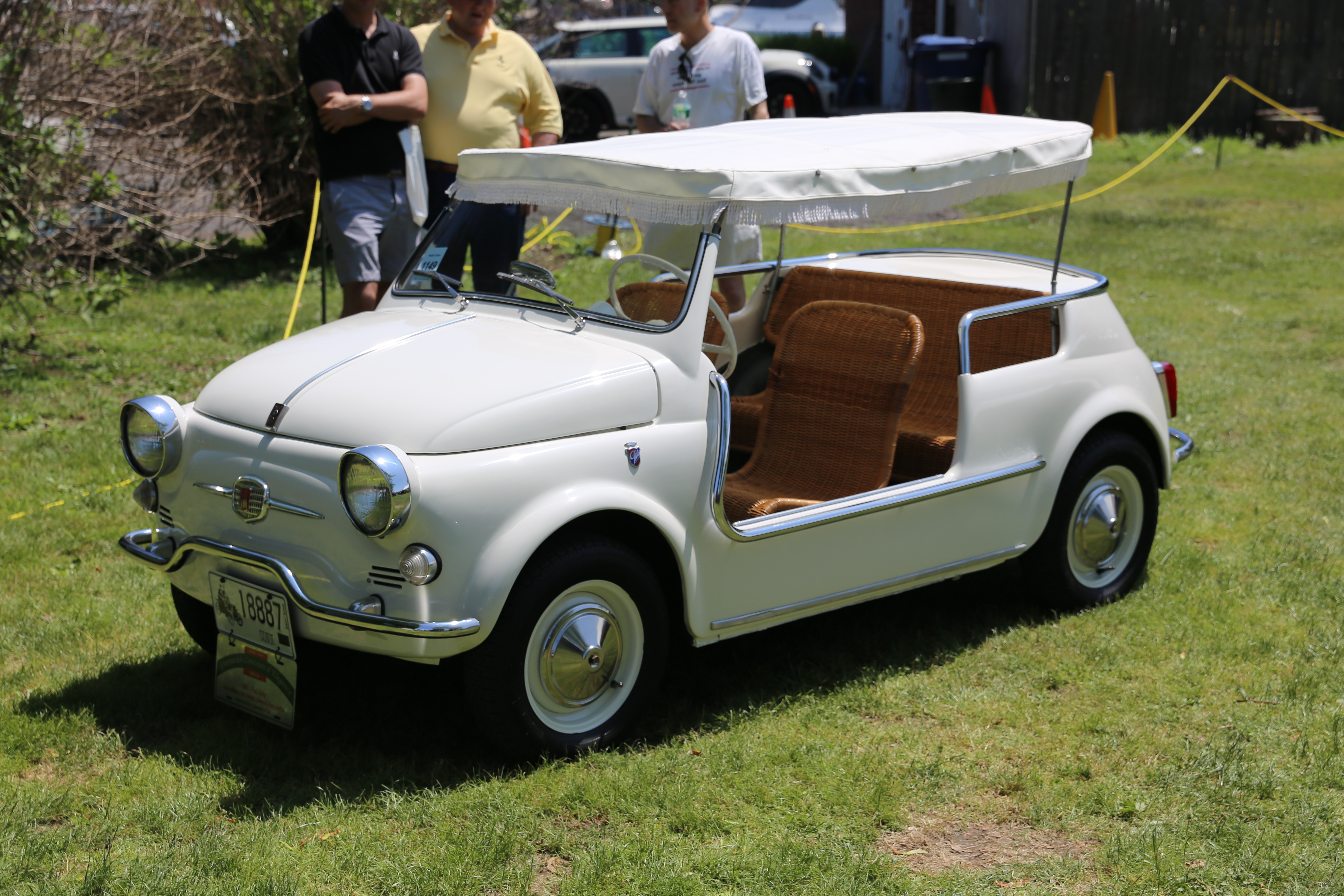
フィアット・500ジョリー

2022年4月、同じステランティス・グループに属するイタリアのフィアットは、小型電気自動車という形でトポリーノ（Topolino、イタリア語でネズミという意味）を「復活」させることを発表した（同社の計画によれば、2027年までに内燃機関を搭載した自動車を完全に放棄することになっている）。2023年9月から販売が開始したが、当時すでに、シトロエン・アミの（オペルに次ぐ）2番目のOEM供給となることが知られていた。新型トポリーノの名前は、1936年に組立ラインに投入され、1955年まで生産されたオリジナルのフィアット・500トポリーノに由来する。新型車の最初の写真は正面から撮影したもので、2023年5月31日に公開された。「Less is more（少ない方が豊かである）」というデザインテーマを掲げながらもその外観は、1957年から1975年にかけて生産されたNUOVA 500に似ている。そのためエクステリアデザインはアミと大幅に異なり全長2,535mm、全幅1,400mm、全高1,530mmとボディサイズが僅かに拡大している。またトポリーノ・ドルチェヴィータ（Topolino Dolcevita）と呼ばれる、ドアの代わりに柔らかい拘束ロープ（このアイデアはフィアット・500ジョリーからインスパイアされた可能性が高い）、ロールアップルーフが特徴的なオープンタイプも存在する。トポリーノはモロッコでも組み立てられており、アミのバリエーション車両を生産するために、その生産能力は年間2万台から4万台に引き上げられた。トポリーノのターゲットは、コンパクトで環境に優しい車を好む若者、家族連れ、大都市の住民である。事前の非公式データによれば、こちらも技術的な部分は変更されていない。2023年6月3日、電気自動車を様々な角度から見ることができるバックステージ映像が公開された。
2023年にはリンゴット操業100周年を記念した特別なコラボレーションが企画された。その代表車種としてこのトポリーノが選出され、同じく創業100周年のウォルト・ディズニー・カンパニーと95回目の誕生日を迎えるミッキーマウス（イタリア語では彼もトポリーノと呼ばれている）とのコラボレーションが行われることが発表された。この企画では5台のワンオフモデルがデザインされ、1台はディズニーのアーティスト、ジョルジョ・カヴァッツァーノが、他の4台はフィアット・チェントロ・スティーレが手掛けた。

## 設計と構造

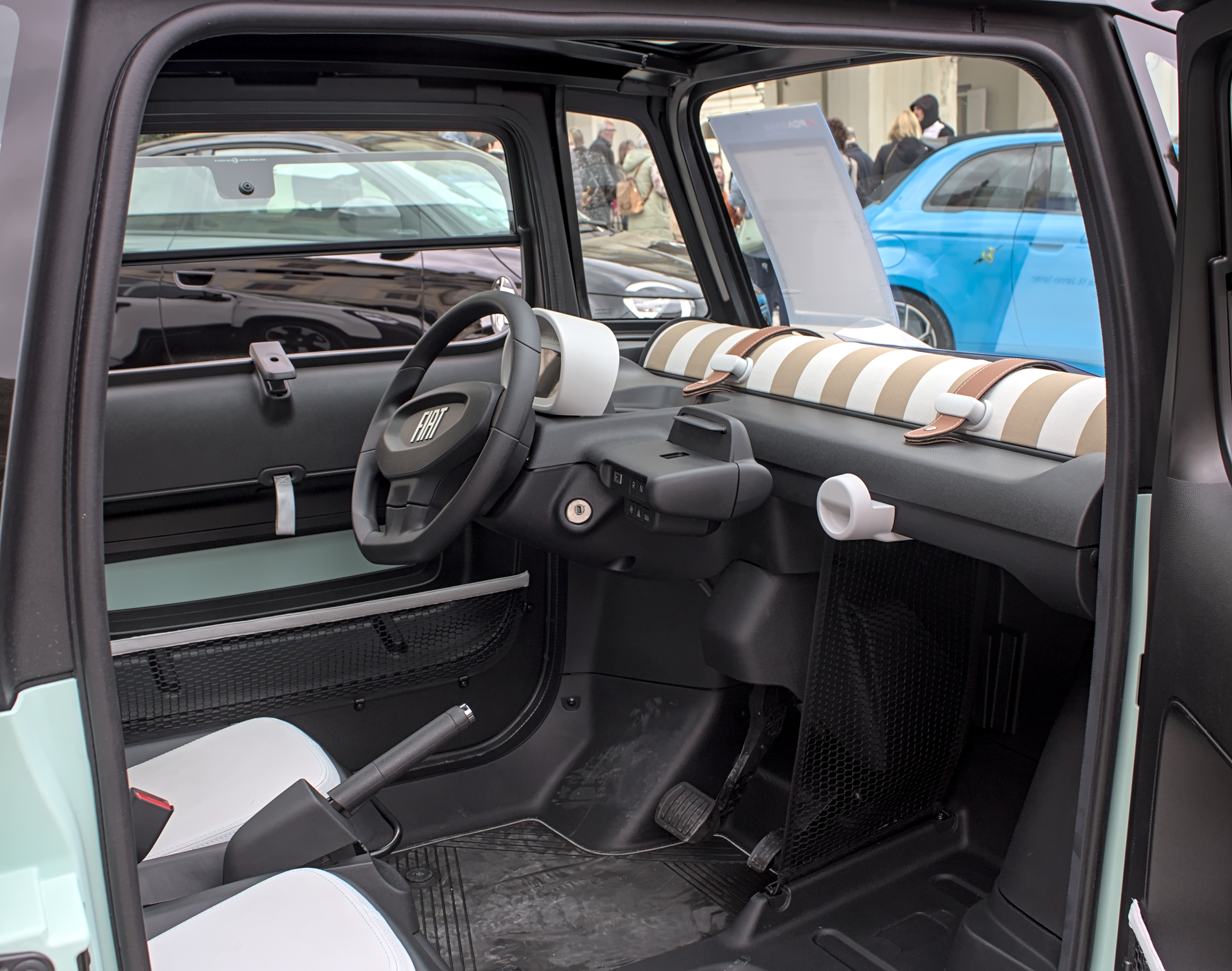
トポリーノのインテリア。他2台も形自体は同じ

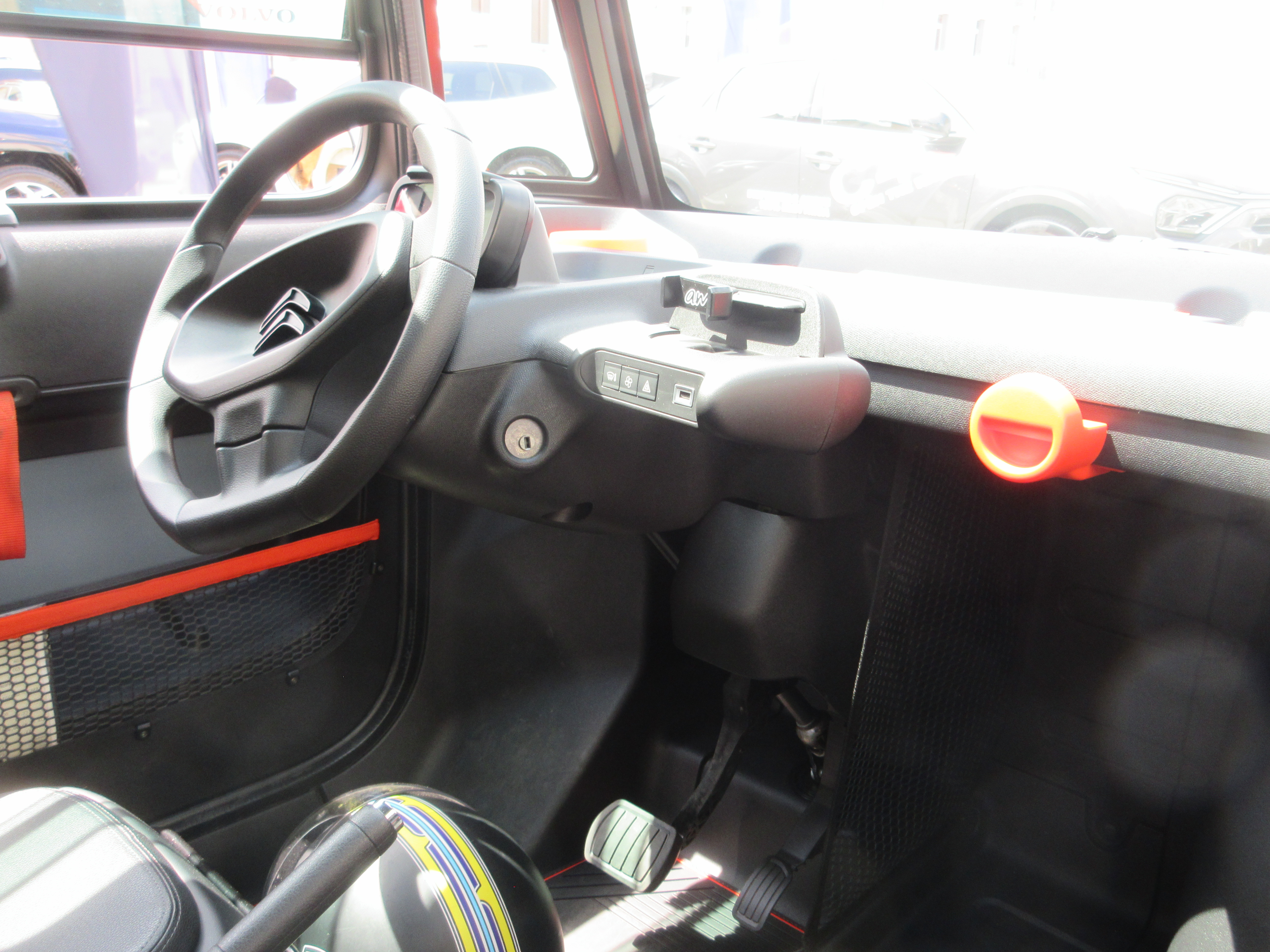
コンソール周辺

量産モデルはコンセプトカーに比べて大幅に簡素化されたが、フロントエンドとリアエンドの対称性を継承し、ドアも同じである。フロントバンパーとリアバンパーは同一で、ドア開口部は運転席側は後部、助手席側は前部にヒンジで固定されている 。
キャビン内には近未来的なカラーのシートではなく、普通席が2席設置されており、運転席は固定式で移動できない。ステアリングホイールは伝統的な丸い形をしており、その右側にはスマートフォン用のドッキングステーションがある。座席の後ろと助手席の前に荷物を置く場所がある。右リアフェンダーには充電器用のコネクタが内蔵されている。屋根はパノラマ式となっている。
アミのインテリアデザイナーであるジャン＝アーサー・マドレーヌによると、「手頃な価格にする方法は、テクノロジーの冗長性を避けることでした（中略）すべては、ディスプレイをたくさん持つのではなく、すべてがスマートフォンから来ているという考えに基づいています。」と述べており、いかに最小限なつくりにすることを考えている。

### 仕様
アミには14インチホイールと155/65 R14タイヤが装着されている。回転半径は7.2m。
装備は生産コストを低く抑えるために、非常にシンプルで動くために必要なものだけに抑えられている。例えば、エアバッグや運転支援システムはない。インフォテインメントシステムの代わりに、スマートフォンホルダーがある。また、車両カラーはシトロエン・アミがライトブルー、オペル・ロックスがグレー、フィアット・トポリーノがミントグリーンの1色のみとなっている。
アミの特別仕様車である「My Ami Friend」には、2つのビジュアルスタイル（「アンビアンス」と呼ばれる）が用意されている。「スポーツ」な外観を意識してオレンジのエレメントとリアスポイラーを備えた「ポップ」と、「冒険的」な外観を意識してプラスチック製のルーフバーとホイールアーチを備えた「バイブ」である。2024年5月、ポップとトニックは廃止され、新しくペップスにまとめられた。
車内ヒーターやシートヒーターは装備されていない。ただし、フロントガラスには内部からの曇りを防ぐために加熱するファンがある。
アミには、わずか6kW(8PS)の出力と40Nmのトルクを発生する電気モーターが装備されている。航続距離はWLTCモードで75km、最高速度は45km/hである。リチウムイオンバッテリーの容量は5.5kWhで、床下に搭載されている。通常の220ボルトのコンセントを使用すれば、3時間でフル充電できる。

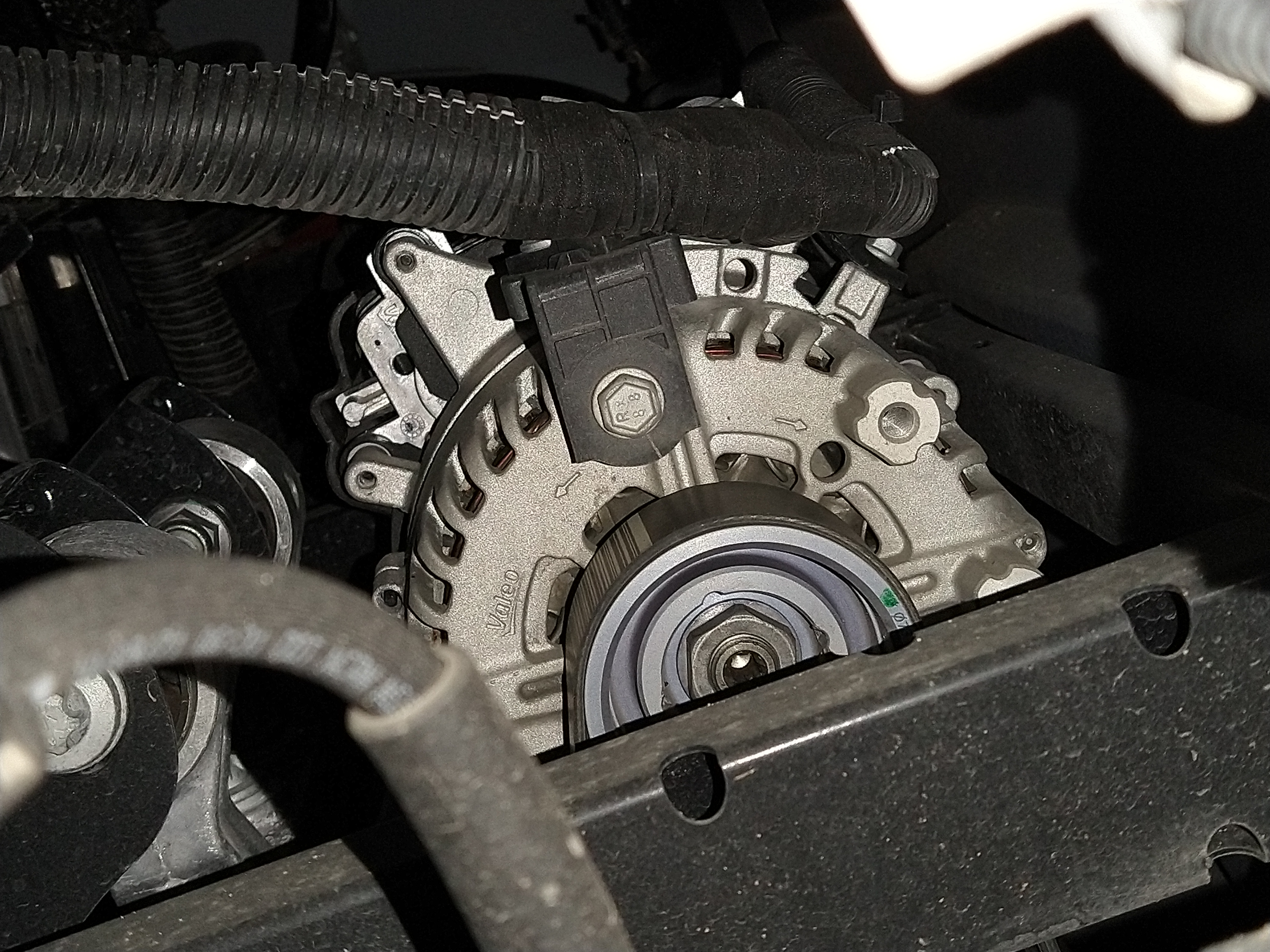
電気モーター
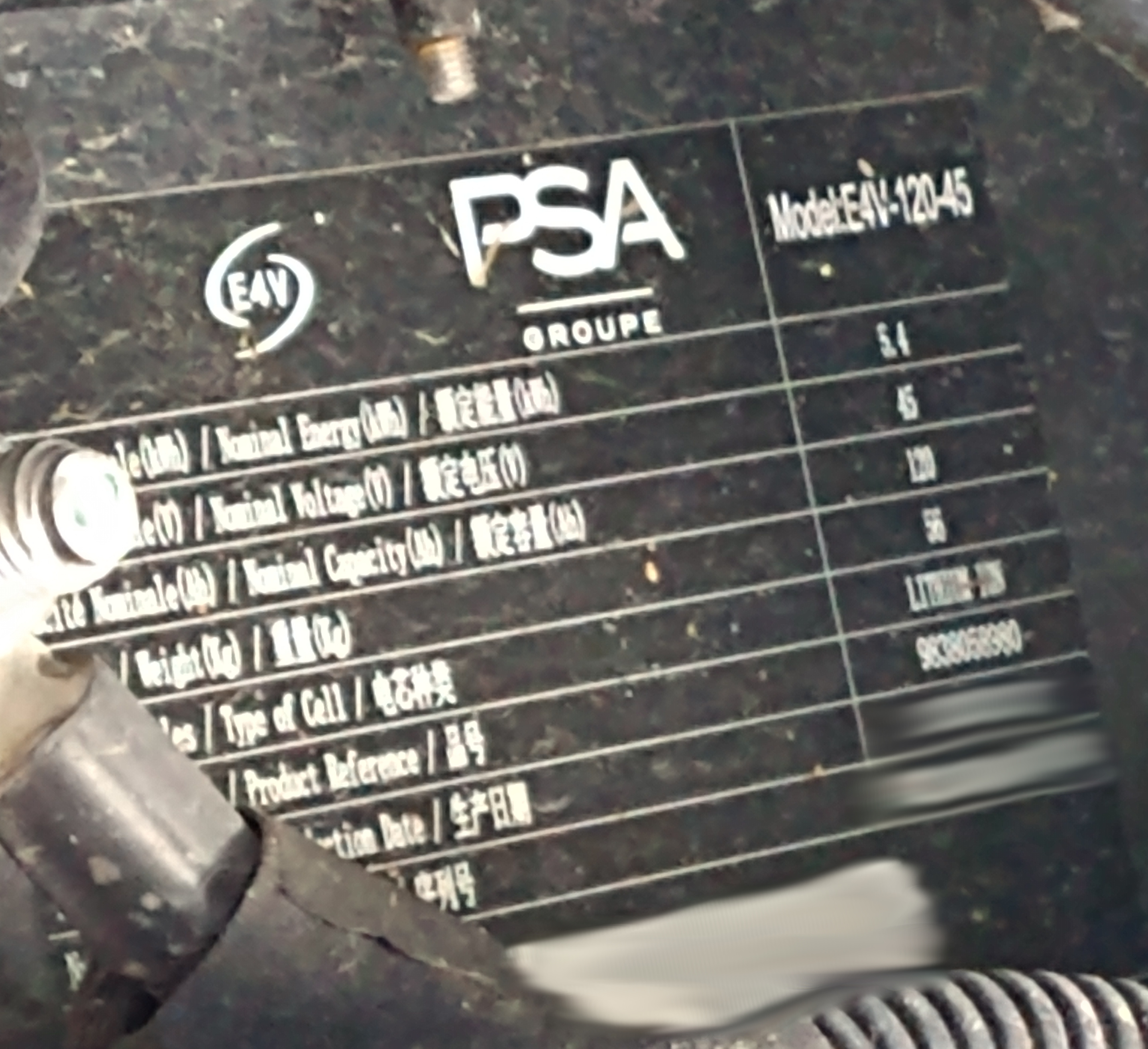
メインバッテリー
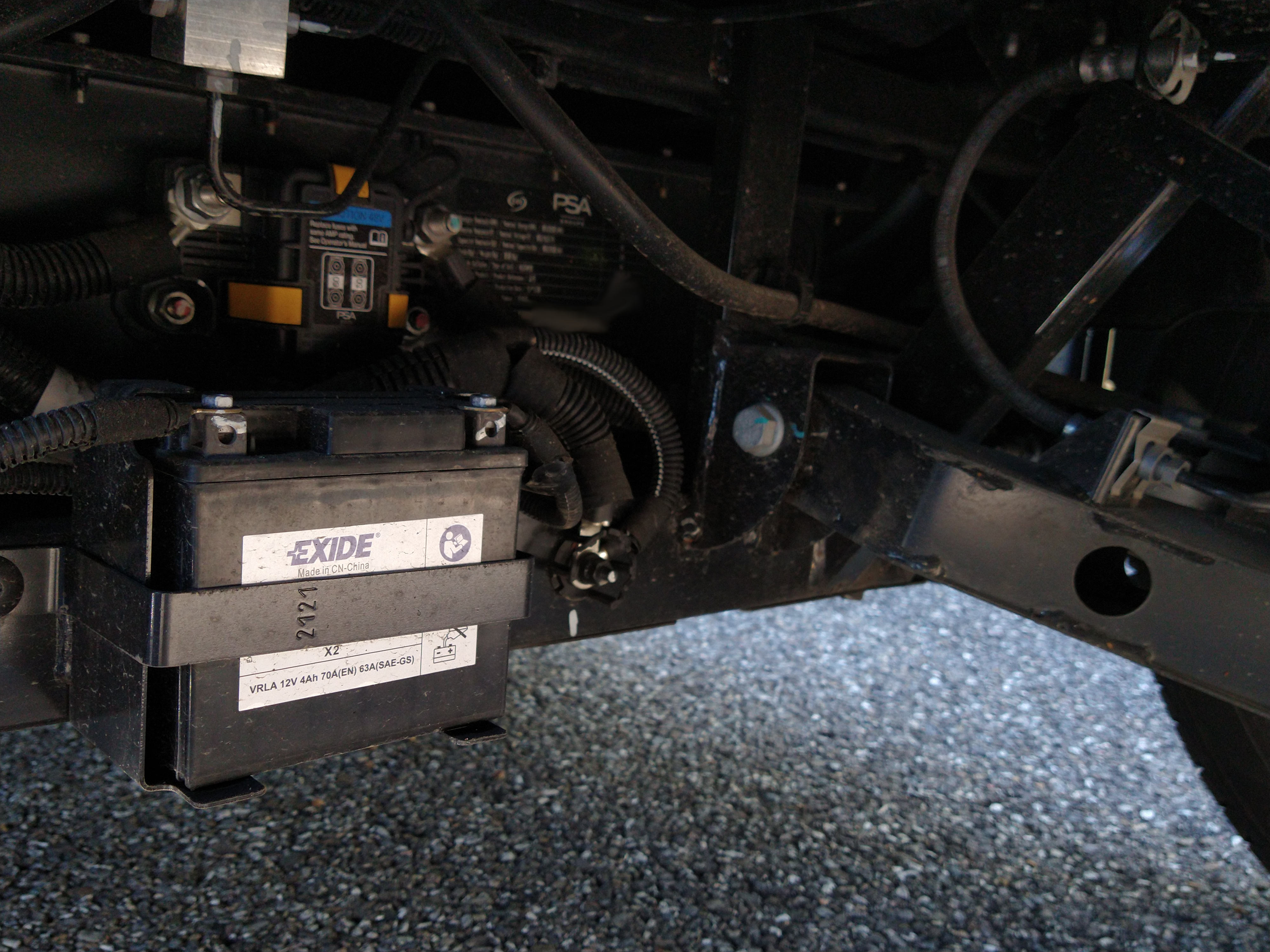
2つ目の充電式バッテリー
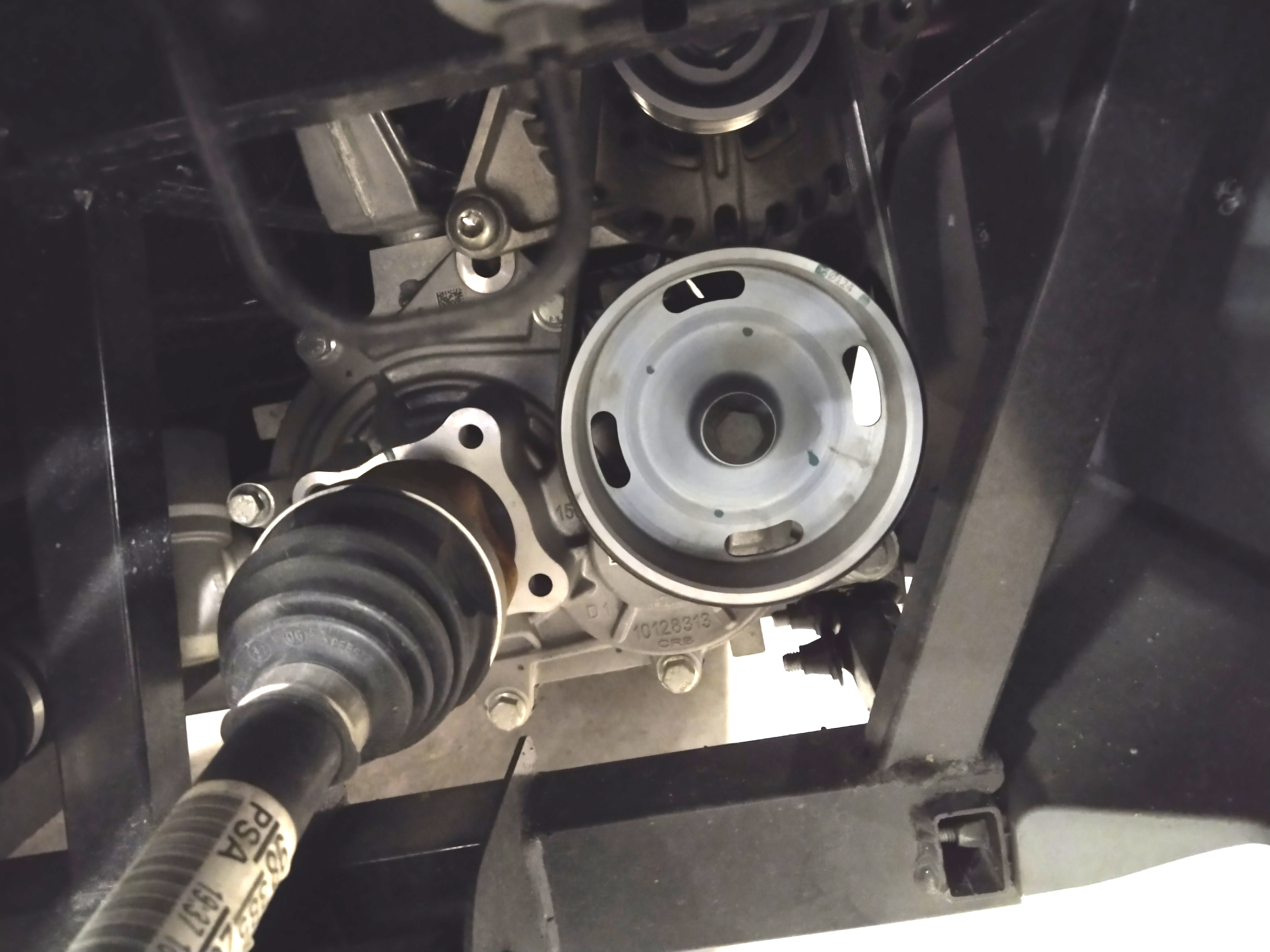
パワーシャフト
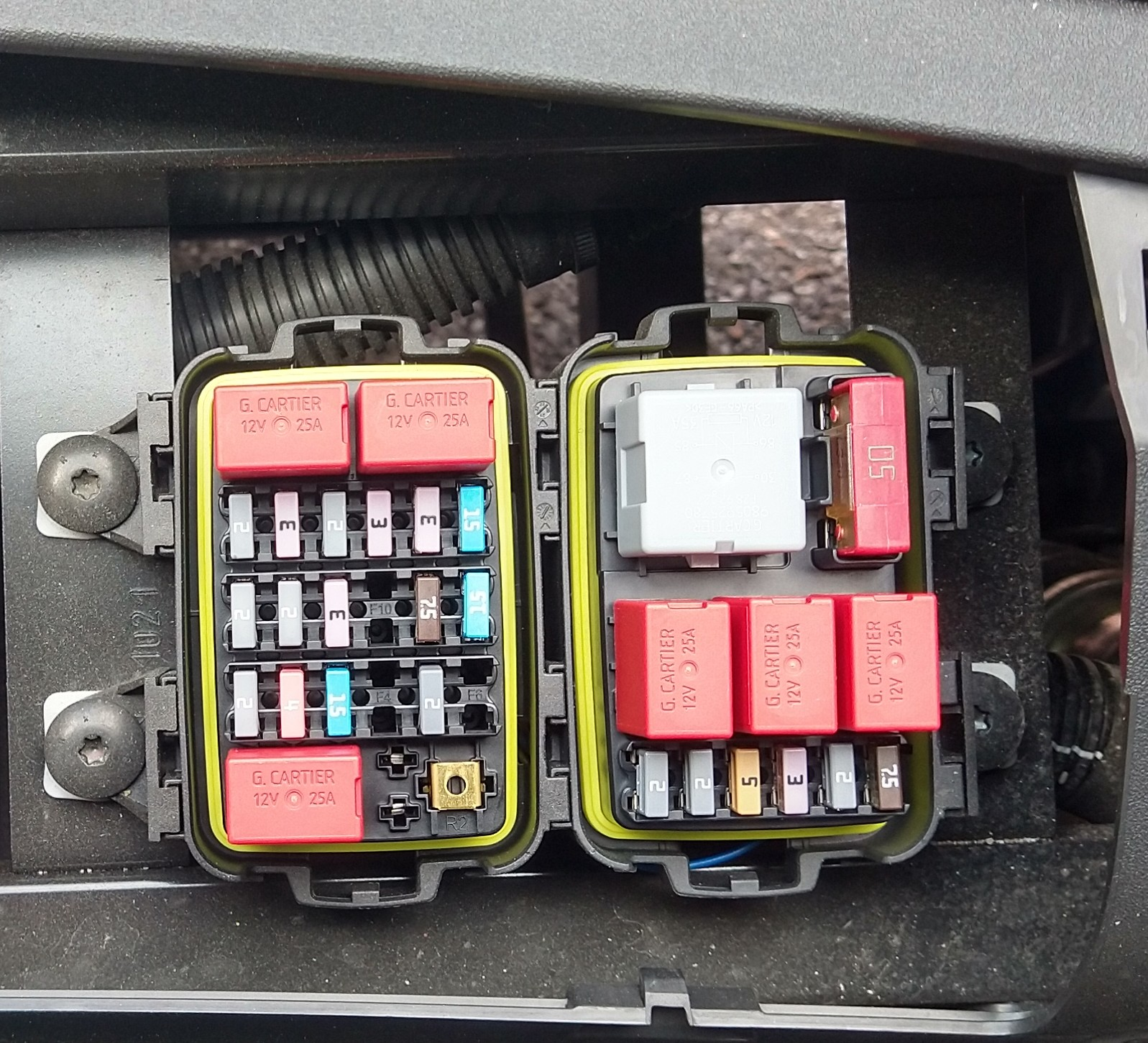
ヒューズ

## レビューと評価
英国誌『Car』は2021年4月にアミをテストした。高い着座位置による広い室内、室内からの良好な視界、良好なハンドリングが評価された。唯一の欠点は、時速40kmに達した後のモーターが発するノイズだった。フランスの『Auto Plus』誌は、2022年1月にアミ・カーゴのレビューを行い、ドアロック、室内照明、四輪車の急速充電機能の欠如、座り心地の悪さなど、配達員にとって多くの欠点を発見した。それにもかかわらず、機動性が主な利点としても注目され、街中を快適に運転できると評された。
評価に関しては、トップ・ギアは10点満点中9点を与え、オート・エクスプレスは5点満点中3点を与えた。オート・エクスプレスは、この四輪車に2021年テクノロジー賞を与えた。
さらに、この車の小ささは自動車評論家によって注目されており、テレグラフ紙のジャーナリストは、アミの中にいることを「レゴブロックの中にいる」と表現している。

## リコール
2021年2月、この時期以前に生産されたすべての四輪車がリコールされた。リコールの理由は密閉性の問題、ドアの開閉の問題の可能性、アンダーボディ溶接の信頼性、ブレーキシステム、ハンドブレーキセンサーである。シトロエンは公式にこのリコールを「近代化キャンペーン」と呼んだ。このリコールの原因としてはシトロエンが、車両設計が下請け業者の専門ではないにもかかわらず、信頼性の高い車両を設計するためのアルトランの能力を過大評価していた可能性がある。これらの設計ミスのほとんどは、ケニトラ工場で実施されていた製造手順を変更することでシトロエン側によって迅速に解決されましたが、防水の問題（床、屋根、ドア）は新しく生産された車両に引き続き影響を及ぼし、ワークショップに短期間介入する必要があった。

## 論争

### イタリアでの問題
2024年5月、イタリアの税関はトスカーナのリヴォルノ港で134台のフィアット・トポリーノの入庫を阻止した。このモデルはモロッコのケニトラで製造されたにもかかわらず、ドアにイタリアの国旗のステッカーが貼られていることで非難されていた。ステランティスに対して、このステッカーを「出所や原産地について虚偽で誤解を招くような表示をした製品の販売」を違法と定義する2004年の金融法に違反しているとして、イタリア政府による調査が開始された。この法律は、2ヶ月前にイタリア政府がイタリアの都市ミラノにちなんで名付けられ、ポーランドで製造されたアルファロメオ・ミラノの発表会で発動したのと同じ法律であり、ステランティスがモデルをアルファロメオ・ジュニアと改名するきっかけとなったものである。
ステランティスは、「規則を完全に遵守し、トポリーノの生産国を透明性をもって伝え、消費者を誤解させる意図はなかった」、「問題のステッカーは、製品の起業家としての出自を示すことのみを意図していた」と主張し、自らを正当化した。実際、1936年以来フィアットの歴史的な車である新型トポリーノのデザインは、イタリアのステランティス・ヨーロッパS.p.A.のチェントロ・スティレ・フィアットの専門家チームによってトリノで考案・開発された。さらに、新しいモデルの発表以来、同社は常にそれがモロッコで製造されていることを明確にしてきた。
しかし、この発言にもかかわらず、フィアット・トポリーノはシトロエン・アミの再設計版にすぎず、下請けのアルトランが設計したものであり、イタリアではないことが指摘されている。
ステランティスは、この状況を解決するためにステッカーを剥がすことに合意した。

## 販売

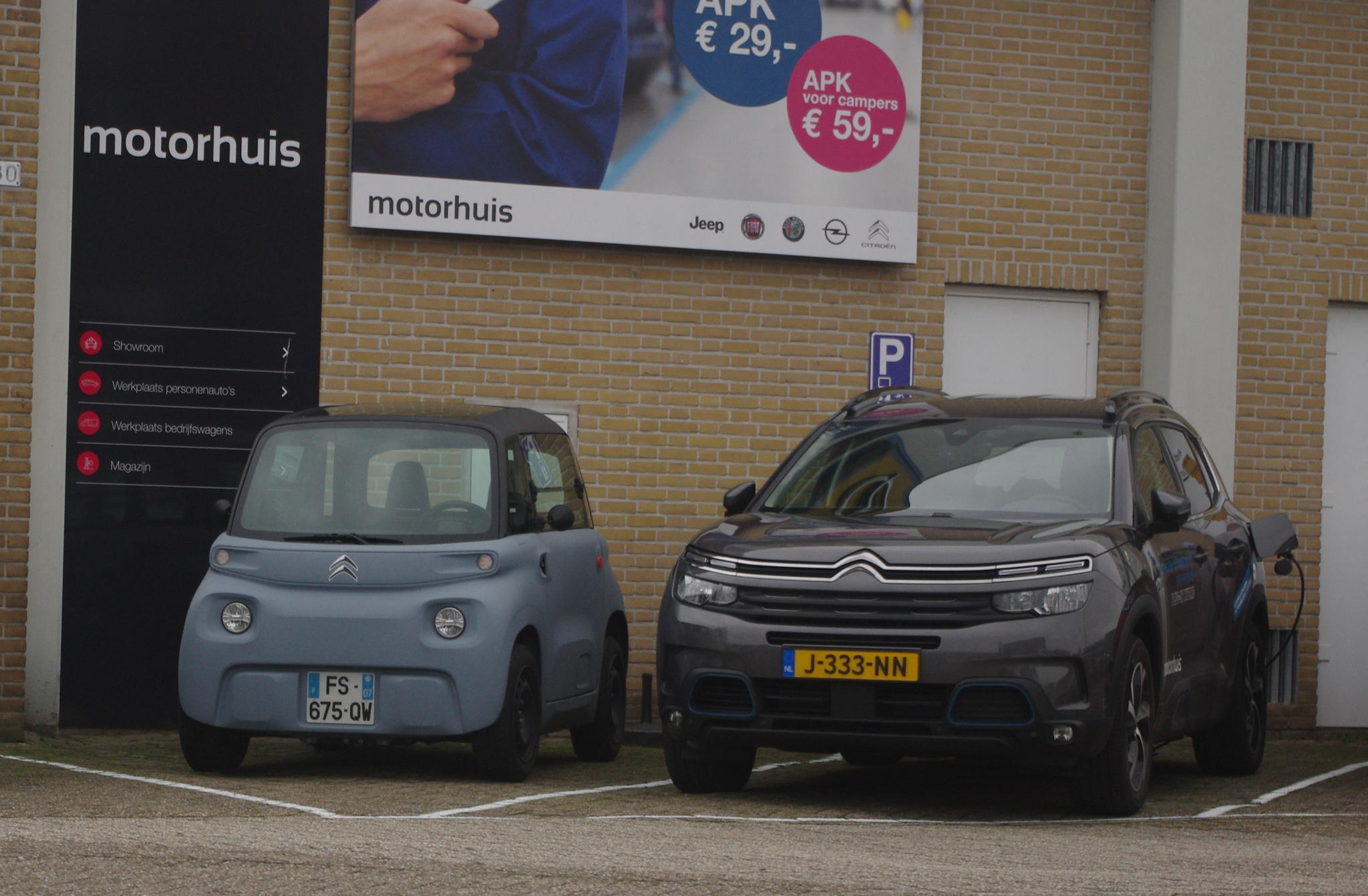
C5エアクロスと並ぶと、かなり小さく見える

フランスではシトロエン・アミの人気が高まっており、ステランティス・グループによると、2021年には5,949台が販売され、フランスにおけるクワドリシクル販売台数の22.2％を占めた。統計によると、アミの購入者の40％は18歳未満である。2022年4月までに、20,000台以上が販売された。2022年7月までに、アミの注文は23,000台に達し、そのうちフランスで13,000台（うち83%が個人、17%が法人）、イタリアで6,700台（2022年の最初の4ヶ月のみの統計、注文の94%が個人向け）、イギリスで2,000台の予約注文（2022年6月から販売開始）、スペインで780台、ベルギーで724台、トルコで641台（アミは2022年6月まで法人にのみ販売されていた）、ポルトガルで476台だった。